# La Voz de los que Sobran
La Voz de los que Sobran es un medio de comunicación digital Chileno independiente con enfoque en la generación de debates sobre política nacional y transformaciones de la democracia.

### Historia
El origen del medio “La Voz de los que Sobran” se remonta a noviembre del 2019, surgiendo como “El Matinal de los que Sobran”, transmitido en las redes sociales de El Desconcierto, conducido por Alejandra Valle, Mauricio Jürgensen y Daniel Stingo. En su debut el programa alcanzó más de 20.000 visualizaciones en vivo y con el tiempo logró cerca de un millón de vistas, convirtiéndose en uno de los contenidos digitales más vistos a nivel nacional.
En mayo del 2020, el equipo decidió independizarse de El Desconcierto debido a diferencias con la línea editorial. El medio fue renombrando como “La Voz de los que Sobran” y comenzó a transmitirse desde un estudio propio, conservando su emisión en plataformas digitales como Facebook, YouTube, X, además de su sitio web. Las trasnsmisiones fueron también realizadas a través de Radio Usach y el canal STGO.TV.[cita requerida]

### Controversias y acciones legales en contra del medio
Durante enero de 2021, seis trabajadores del área de las comunicaciones (crónicas y reportajes) anunciaron como medida de presión, una renuncia colectiva, donde denunciaron condiciones de trabajo inestables, tales como extensas jornadas laborales, riesgos físicos y psícológicos, o la falta de contrato para los profesionales que prestaban servicios.
Los afectados acusaron un desajuste entre la misión social y sus prácticas internas, señalando que, pese a las promesas que hicieron después del estallido social, no se crearon sistemas de relaciones laborales formales ni se respetó los tiempos legales de descanso del personal.
Frente a esto, la administración integrada por Alejandra Valle, Mauricio Jürgensen, Francisca Quiroga y Daniel Stingo reconocieron las diferencias editoriales aduciendo que pudieron haber comenzado luego de diferencias editoriales en una entrevista realizada.
Debido a las críticas, el medio la “Voz de los que sobran” suspendió temporalmente el área de crónicas, reconociendo la responsabilidad mediante un comunicado de disculpas públicas. La respuesta de los ex empleados enfatizó que los pagos informales no solamente afectaban la estabilidad laboral, sino que también evidenciaban faltas de diálogo y responsabilidades por parte del directorio.

### Conductores
| Alejandra Valle       |
| Rodrigo Herrera       |
| Hassan Akram          |
| Bernardita Ruffinelli |
| Daniel Stingo.        |